# Filippo Fabbri
Filippo Fabbri (sinh ngày 7 tháng 1 năm 2002) là một cầu thủ bóng đá chuyên nghiệp người San Marino, hiện tại đang thi đấu ở vị trí trung vệ cho câu lạc bộ Olbia tại Serie C bảng B và Đội tuyển bóng đá quốc gia San Marino.

## Sự nghiệp thi đấu

### Olbia
Ngày 6 tháng 7 năm 2022, câu lạc bộ đang thi đấu ở Serie C, Olbia đã ký hợp đồng 2 năm với Fabbri.

## Sự nghiệp thi đấu quốc tế
Fabbri đã từng đại diện cho San Marino ở mọi cấp độ khác nhau.
Anh được triệu tập lên Đội tuyển bóng đá quốc gia San Marino vào tháng 3 năm 2021. Anh đã có lần ra mắt vào ngày 28 tháng 3 năm 2021 trong 1 trận đấu thuộc khuôn khổ Vòng loại giải vô địch bóng đá thế giới 2022, gặp Hungary.

## Thống kê sự nghiệp

### Câu lạc bộ
Tính đến 15 tháng 5 năm 2022
| Câu lạc bộ          | Mùa giải            | Giải đấu            | Giải đấu | Giải đấu | Cúp  | Cúp | Châu lạc | Châu lạc | Tổng cộng | Tổng cộng |
| Câu lạc bộ          | Mùa giải            | Hạng đấu            | Trận     | Bàn      | Trận | Bàn | Trận     | Bàn      | Trận      | Bàn       |
| ------------------- | ------------------- | ------------------- | -------- | -------- | ---- | --- | -------- | -------- | --------- | --------- |
| Cesena              | 2020–21             | Serie C             | 0        | 0        | 0    | 0   | –        | –        | 0         | 0         |
| Correggese (mượn)   | 2020–21             | Serie D             | 12       | 0        | 0    | 0   | –        | –        | 12        | 0         |
| Forlì               | 2021–22             | Serie D             | 29       | 0        | 0    | 0   | –        | –        | 29        | 0         |
| Tổng cộng sự nghiệp | Tổng cộng sự nghiệp | Tổng cộng sự nghiệp | 33       | 0        | 0    | 0   | 0        | 0        | 33        | 0         |

### Quốc tế
Tính đến 26 tháng 3 năm 2023
| Đội tuyển quốc gia | Năm       | Trận | Bàn thắng |
| ------------------ | --------- | ---- | --------- |
| San Marino         | 2021      | 11   | 0         |
| San Marino         | 2022      | 5    | 1         |
| San Marino         | 2023      | 2    | 0         |
| Tổng cộng          | Tổng cộng | 18   | 1         |

## Bàn thắng quốc tế
Tỷ số và kết quả liệt kê bàn thắng đầu tiên của San Marino, cột điểm cho biết điểm số sau mỗi bàn thắng của Fabbri.
| Thứ tự | Thời gian           | Địa điểm                                        | Đối thủ | Ghi bàn | Kết quả | Giải đấu |
| ------ | ------------------- | ----------------------------------------------- | ------- | ------- | ------- | -------- |
| 1      | 25 tháng 3 năm 2022 | Sân vận động San Marino, Serravalle, San Marino | Litva   | 1–2     | 1–2     | Giao hữu |